# بیرسکین ایرلاینز
بیرسکین ایرلاینز (به انگلیسی: Bearskin Airlines) یک شرکت هواپیمایی با کد یاتا JV است که در تاریخ ۱۷ ژوئیه ۱۹۶۳ میلادی تأسیس شده است.
دفتر مرکزی بیرسکین ایرلاینز در انتاریو واقع شده‌است و به ۱۲ مقصد، پرواز مستقیم انجام می‌دهد.

## مقصدهای پروازی
- منیوبا
  - وینیپگ (فرودگاه بین‌المللی وینیپگ جیمز آرمسترانگ ریچاردسون)
- انتاریو
  - درایدن (فرودگاه منطقه‌ای درایدن)
  - Fort Frances (فرودگاه شهری فورت فرانسس)
  - Kapuskasing (فرودگاه کپوسکیسینگ)
  - کنورا (فرودگاه کنورا)
  - نورث بی (فرودگاه نورث بی/جک گارلند)
  - Red Lake (فرودگاه رد لیک)
  - سو سنت‌ماری (فرودگاه سولت ماریه)
  - Sioux Lookout (فرودگاه سو لوک‌اوت)
  - سادبری بزرگ (فرودگاه سودبری)
  - ثاندر بی (فرودگاه بین‌المللی تاندر بی)
  - تیمینس، انتاریو (فرودگاه تیمینس/ویکتور ام. پاور)